# Force aérienne de l'Armée de libération populaire du Laos
La Force aérienne de l'Armée de libération populaire du Laos est la composante aérienne de l'Armée populaire lao.

## Histoire
L’actuelle LPLAAF descend de l’Aviation Laotienne, qui a été créée par la France le 28 juin 1950 et est devenu en aout 1960 la Royal Lao Air Force (RLAF). Les forces de guérilla du Pathet Lao ont commencé à exploiter quelques avions à partir de 1960, tout comme un autre groupe rebelle dirigé par Kong Le. Les forces Kong Le ont ensuite été réincorporées dans la Royal Lao Air Force. La prise de pouvoir communiste en 1975 a abouti à l’adoption du titre actuel et son équipement provient de l'URSS. À la fin des années 1970, la LPLAAF reçoit ses premiers intercepteurs : 14 MiG-21PFM Izd. 94A et 1 MiG-21UM d'entraînement. En 1985, 23 MiG-21MF Izd. 96F (OTAN : Fishbed-J) sont réceptionnés. L'ensemble de la flotte est basée dans la zone militaire de l'aéroport Vientiane Wattay et sur la base aérienne de Xieng Khuang. Aucun de ces appareils ne sont encore en service aujourd'hui. 
L’accord de coopération militaire avec la Russie en 1997 a abouti à 12 hélicoptères Mil Mi-17 (d’occasion) qui sont entrés en service à la mi-1999 pour faire suite aux livraisons précédentes de Mi-8. Des systèmes de missiles sol-air sont également entrés en service tels que le SA-3 'Goa'.

## Aéronefs
Les appareils en service en 2022 sont les suivants:
| Aéronefs           | Origine          | Type                            | En service      | Versions        |
| Avion de chasse    | Avion de chasse  | Avion de chasse                 | Avion de chasse | Avion de chasse |
| ------------------ | ---------------- | ------------------------------- | --------------- | --------------- |
| Yak-130            | Russie           | Avion d'attaque au sol          | 10              |                 |
| Avion de transport |                  |                                 |                 |                 |
| Antonov An-26      | Union soviétique | Avion de transport              | 1               |                 |
| Xian MA60          | Chine            | Avion de transport de personnel | 2               |                 |
| Hélicoptère        |                  |                                 |                 |                 |
| Kamov Ka-32        | Union soviétique | Hélicoptère utilitaire          | 2               |                 |
| Mil Mi-17          | Union soviétique | Hélicoptère de transport        | 3               |                 |
| Bell UH-1 Iroquois | États-Unis       | Hélicoptère de transport        | 4               | UH-1H           |
| Harbin Z-9         | Chine            | Hélicoptère multirôle           | 4               |                 |